# KISS (カルトレイン)
この項目では、スイスの鉄道車両メーカーであるシュタッドラー・レールが展開する2階建て鉄道車両ブランドであるKISSのうち、アメリカ合衆国カリフォルニア州の通勤鉄道であるカルトレイン（Caltrain）に導入された車両について解説する。カルトレインの近代化および輸送力増強の一環として導入が行われ、2024年から営業運転を開始した。

## 概要
アメリカ合衆国カリフォルニア州の通勤鉄道であるカルトレインでは、近代化プロジェクト（CalMod）の一環として、温室効果ガスや騒音の削減に加え、利用客の増加に対応した列車の高速化、高頻度化を目的に、サンフランシスコとサンノゼを結ぶ区間の電化（Peninsula Corridor Electrification Project、PCEP）が実施されている。その一環として2017年、同事業者はシュタッドラー・レールのアメリカ合衆国の支社であるシュタッドラーUS社との間に、従来のディーゼル機関車牽引の客車列車に代わり電化後に使用される2階建て電車の発注を行い、同社はカルトレイン向けの「KISS」の開発を実施した。
耐久性や耐腐食性に加え、軽量化を意識したアルミニウム製の車体は全高4,840 mm（15 ft 10 1/2 in）の2階建て構造で、各車の1階部分には車椅子用スペースが設けられている他、1階部分と中2階部分を結ぶ車椅子用リフト、編成内に1箇所設けられているバリアフリー対応トイレなど、障害を持つアメリカ人法（ADA）に準拠した設備が各所に設けられている。また、中間車2両の1階部分については、自転車の利用客が多い事を考慮し最大36台の自転車が設置可能なラックが存在する。運転席についても最新の人間工学を用いた操作性や視野の向上を重視した設計となっている。これらの車内には、冷暖房双方に対応した空調装置（HVAC）が完備されている。両開き扉が2箇所存在する1階部分に加えて中2階部分にも乗降扉が設置可能な構造になっているが、これは電化開業時の低床式プラットホームに加えて将来的な高床式プラットホームの導入に備えたものである。

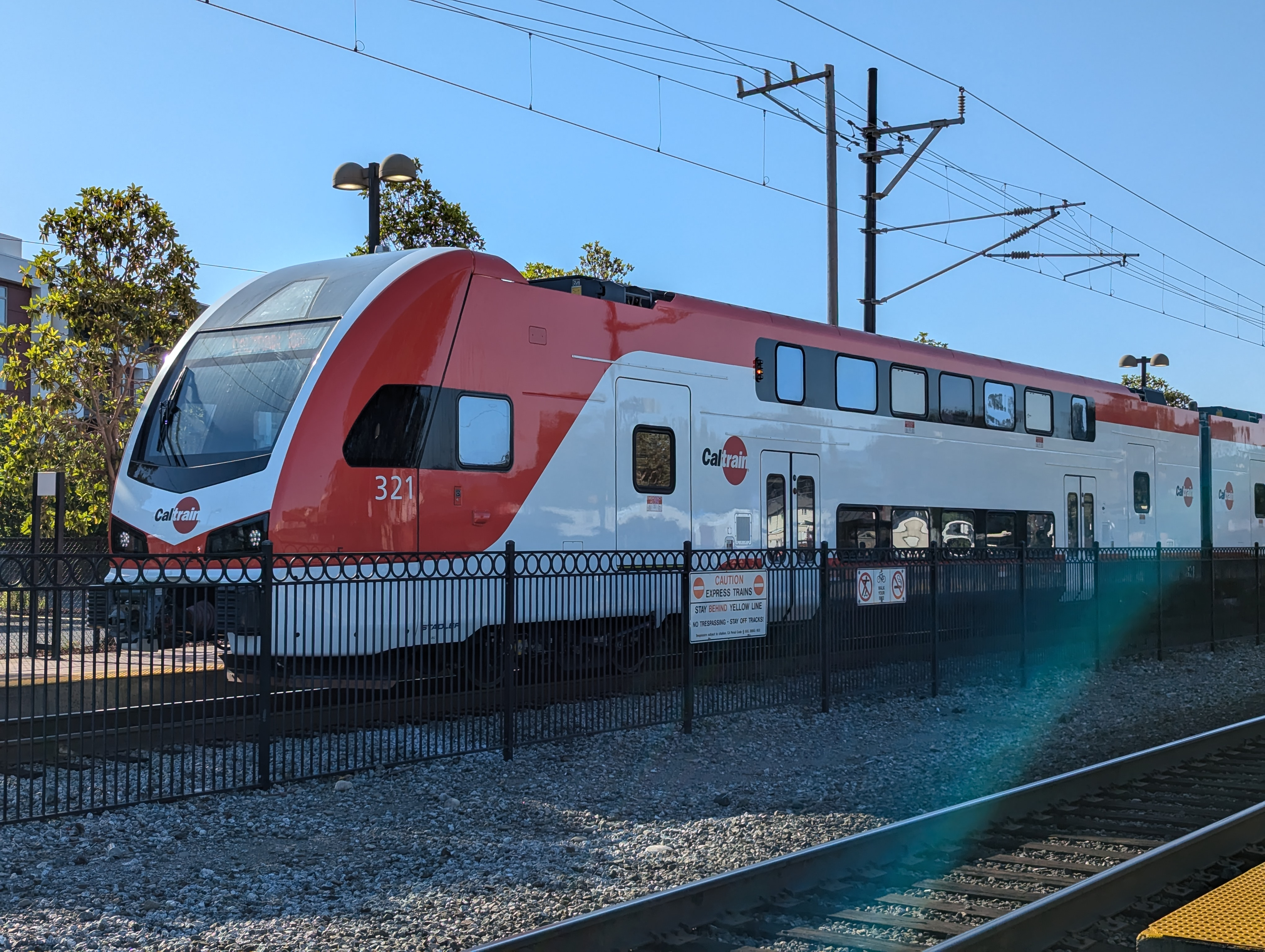
先頭車（2024年撮影）
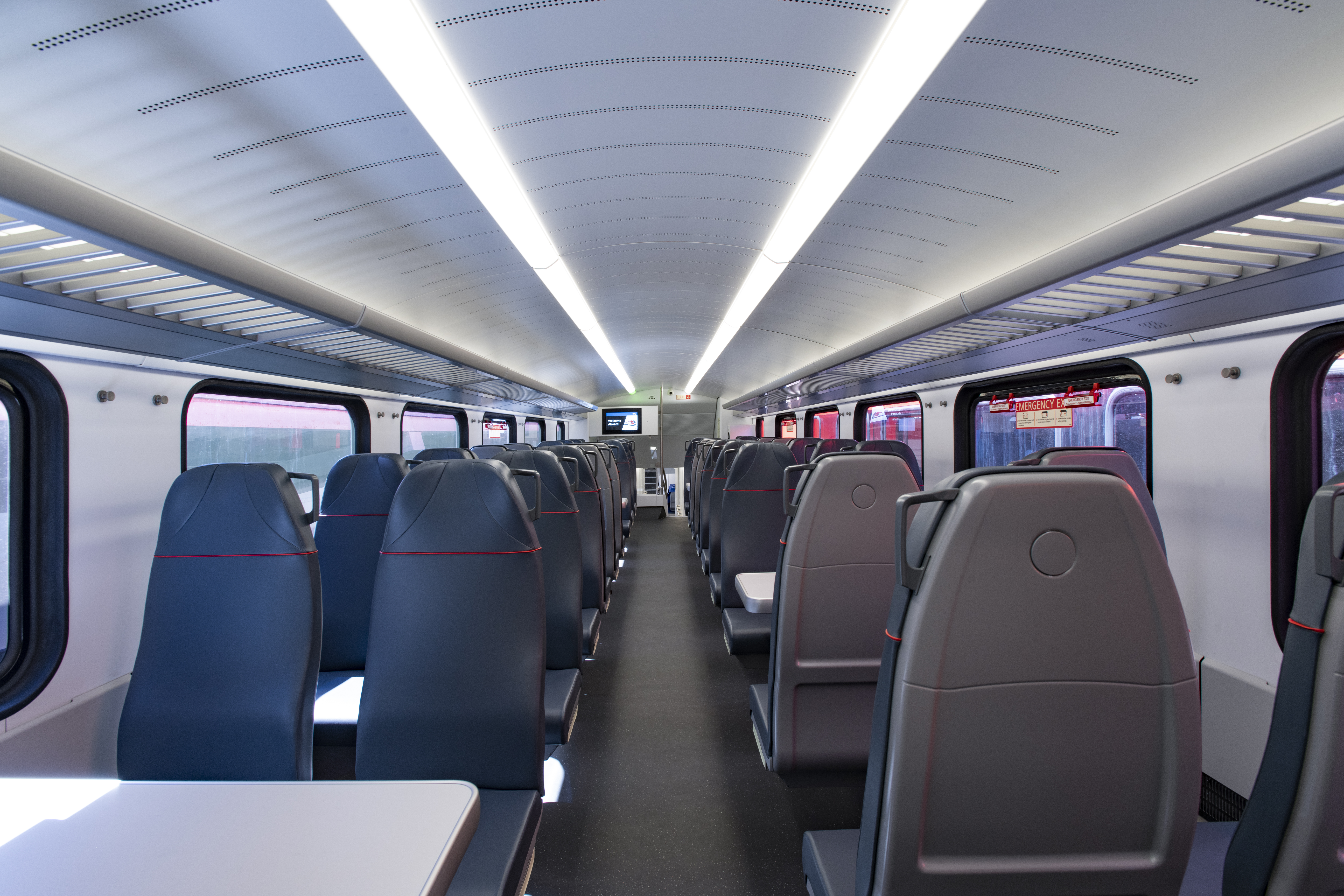
車内（2階）
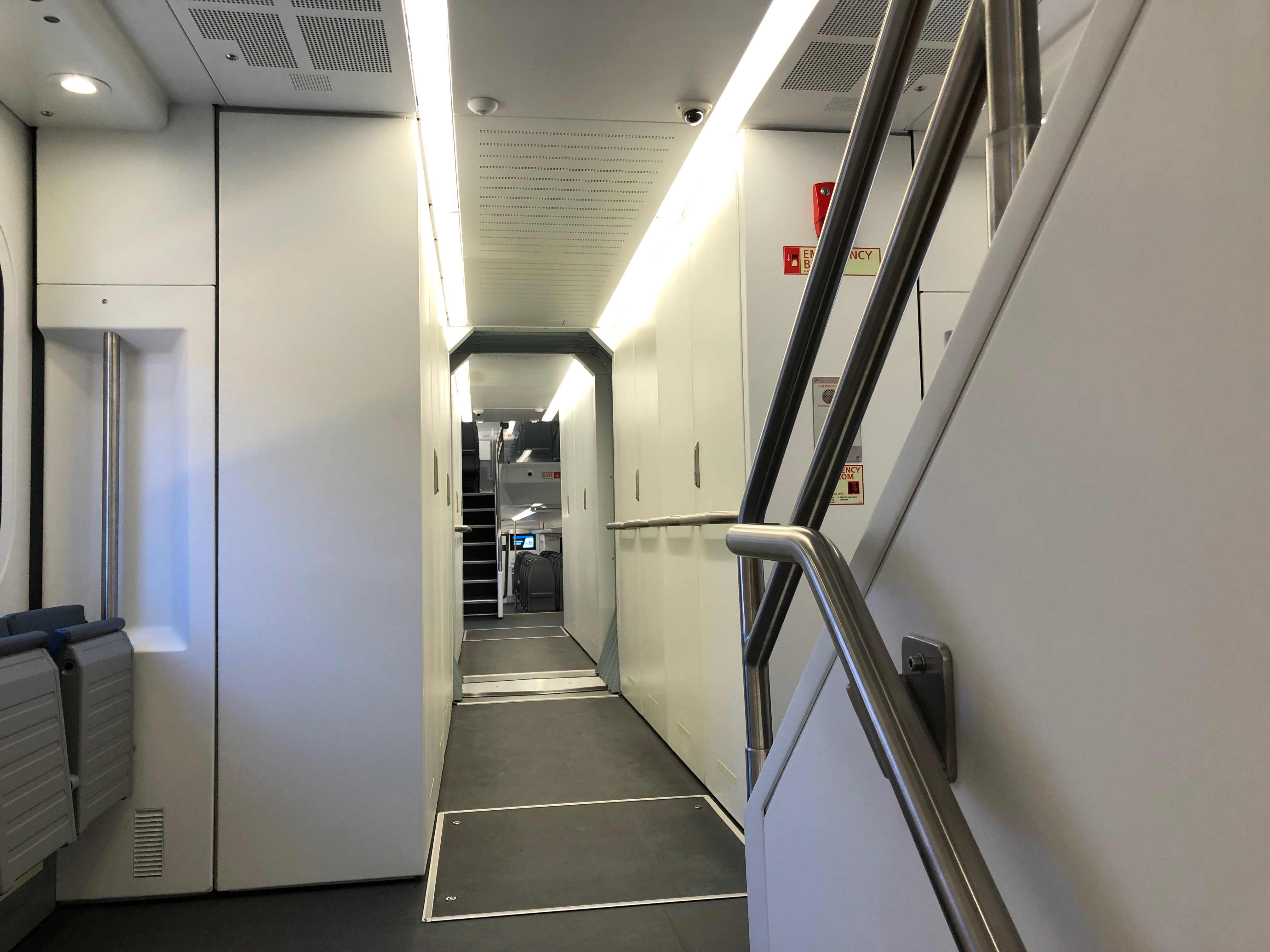
車内（中2階）
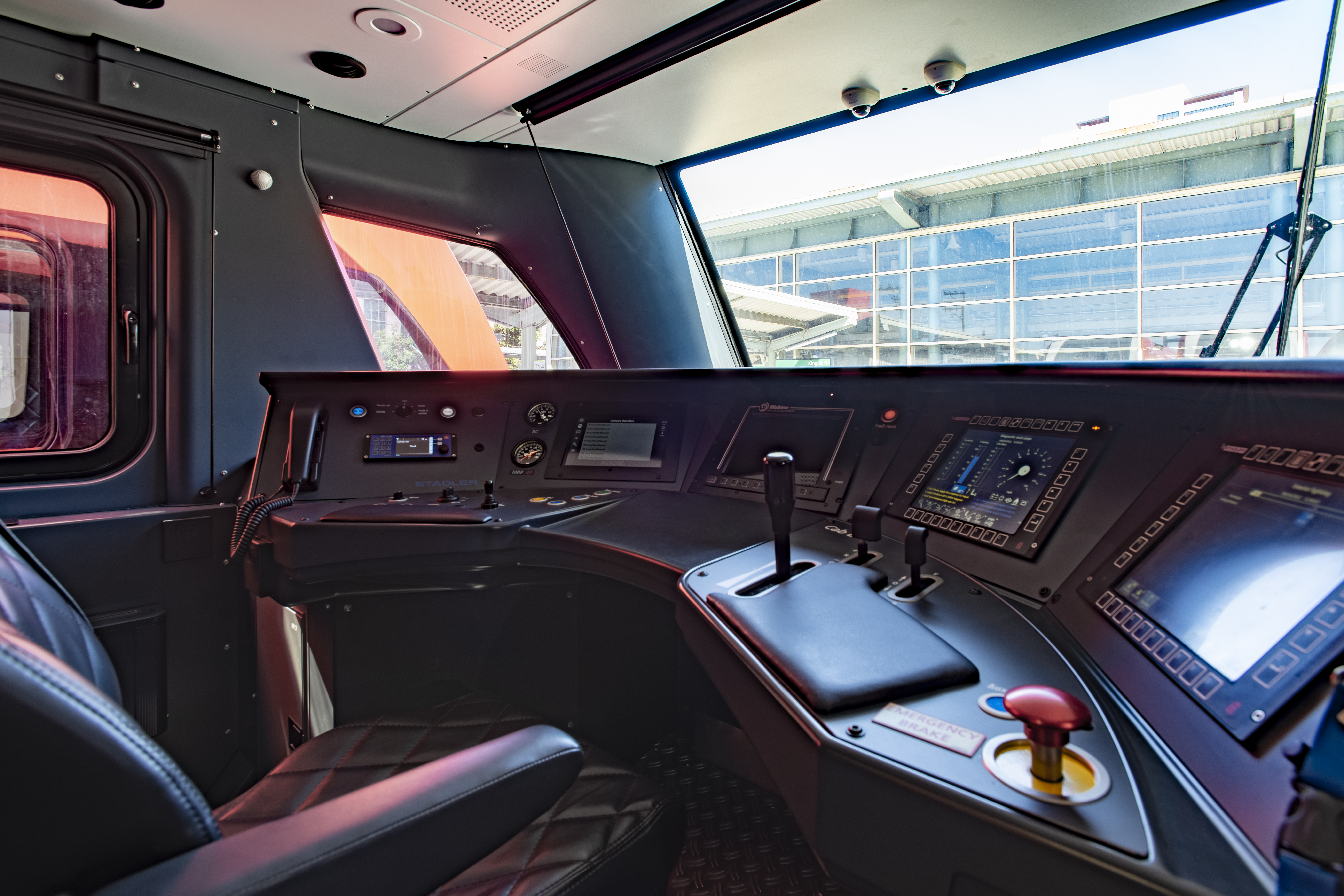
運転席
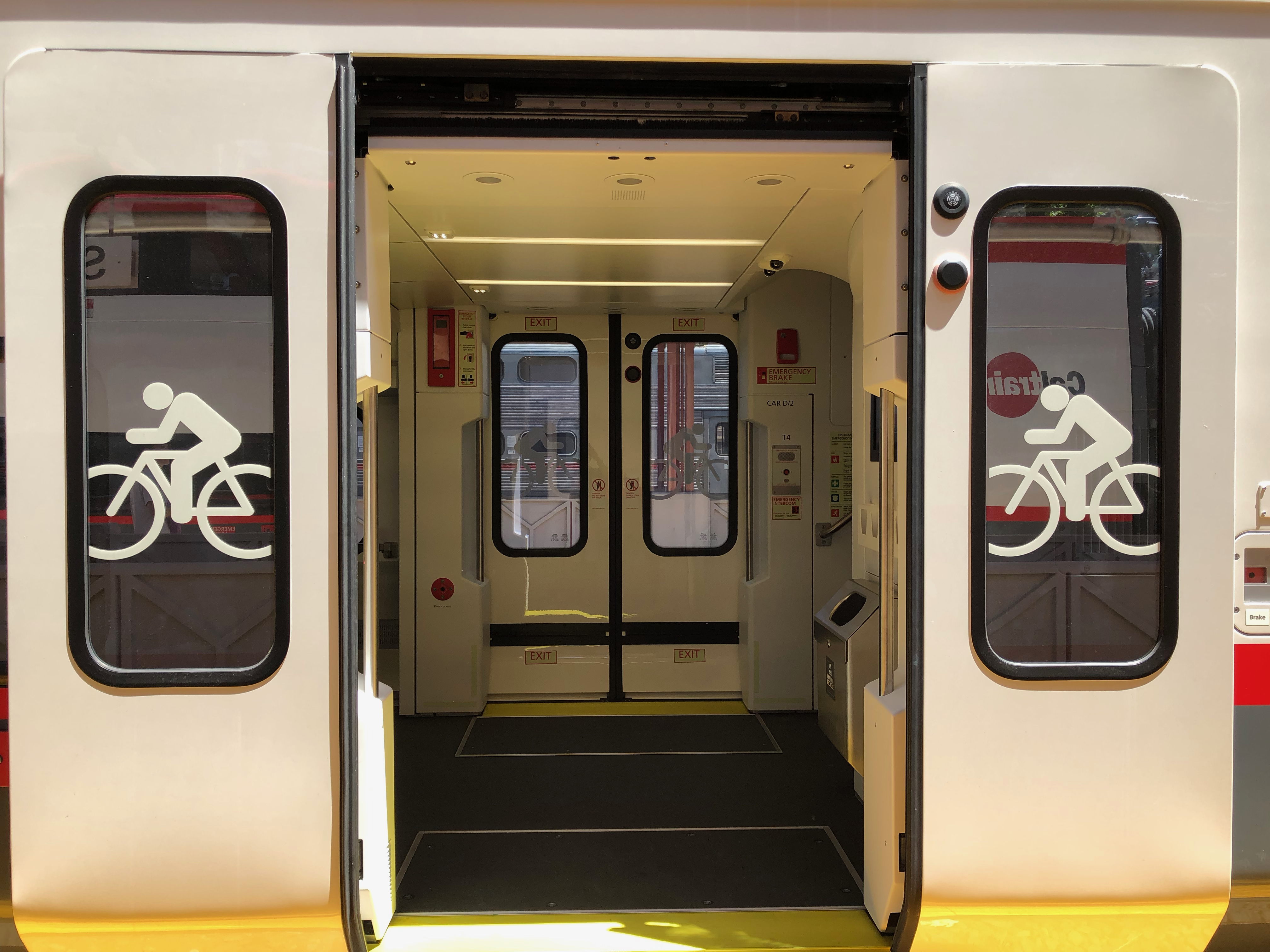
乗降扉（自転車搭載可能車両）

車体設計については、貨物列車など他の列車も走行する区間で用いられる事から、欧州連合に加えてアメリカ連邦鉄道局が定めた耐衝突性基準を満たした設計になっており、クラッシャブルゾーンを始めとした衝突時の乗務員や乗客を保護する構造に加え、緊急時のインターホンや最新の診断機能を備えた車両制御システム、故障時に備え冗長性を意識した電力システムなどが搭載されている。また制動装置には回生ブレーキが用いられており、制動の際に生じた電力を回収する事が可能である。
契約当初は16編成の発注が行われたが、2018年に3編成の追加発注が実施され、編成両数についても6両編成から7両編成へ増やされた他、2023年にも後述する試験車両を除いた4編成の追加発注が行われている。
2020年からユタ州ソルトレイクシティ郊外にあるシュタッドラー・レールの工場で車両の製造が実施され、新型コロナウイルス感染症（COVID-19）の影響によりスケジュールに遅延が生じたものの、カルトレインでの試運転は2023年6月6日から行われた。そして2024年8月10日の特別運転を経て翌8月11日から「KISS」の定期運転が開始され。同年9月21日のダイヤ改正以降サンフランシスコ - サンノゼ間の列車は従来の客車列車とディーゼル機関車による編成から「KISS」へ全面的に置き換えられている。

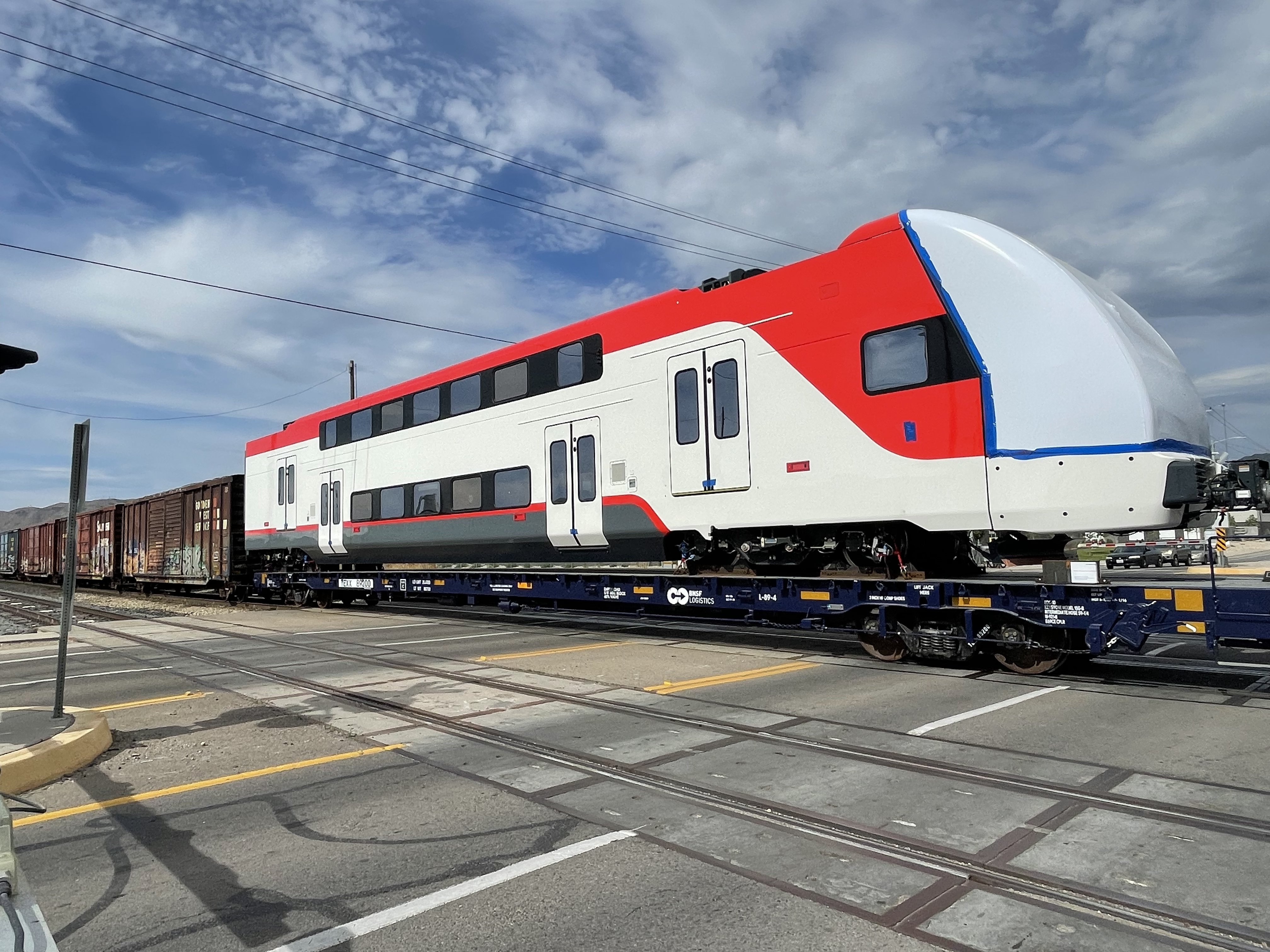
製造後貨車へ積載され搬出される「KISS」（2021年撮影）
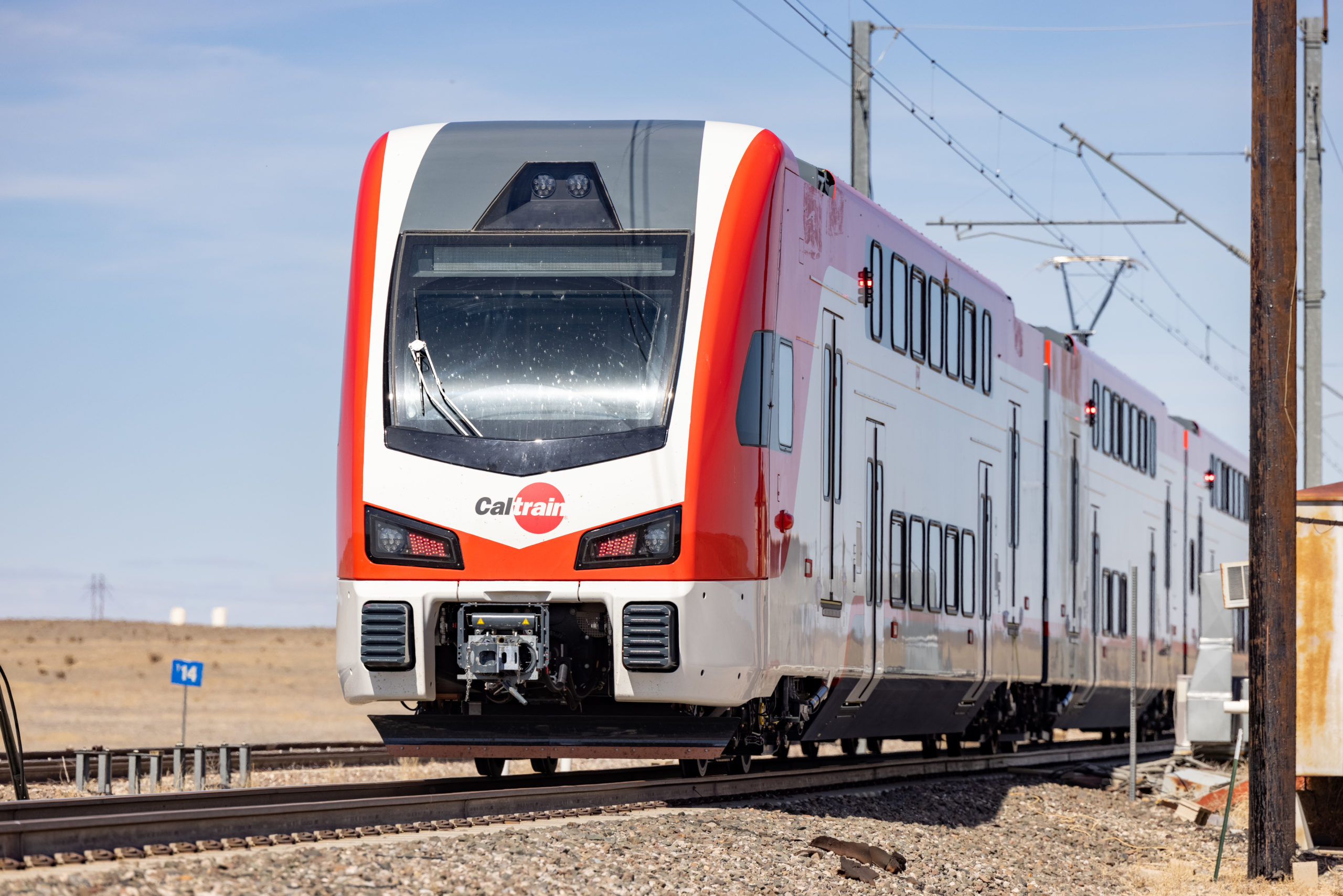
製造後はプエブロの鉄道実験線で試験走行が行われていた（2021年撮影）
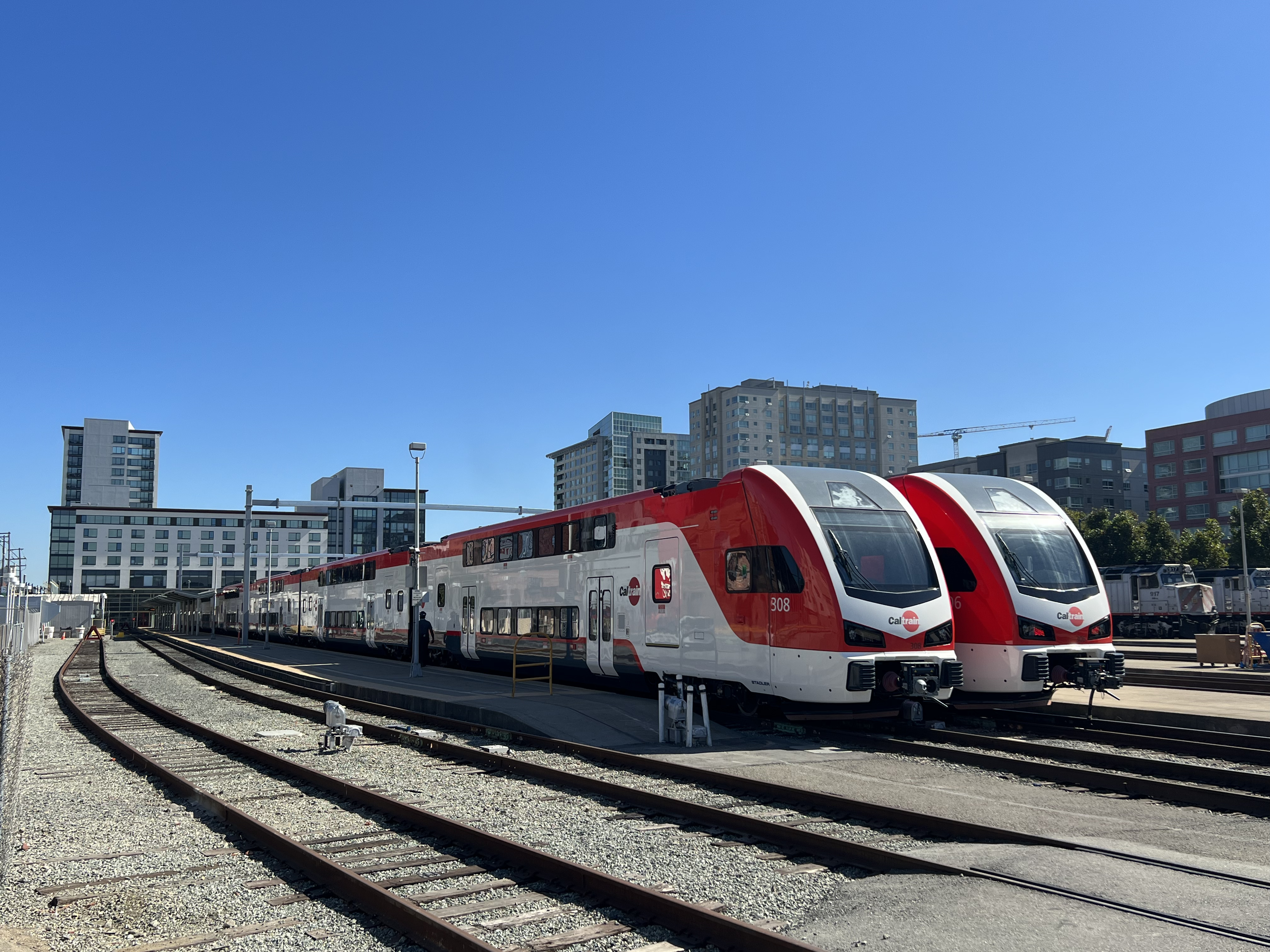
カルトレインへの納入は2022年から開始された（2022年撮影）
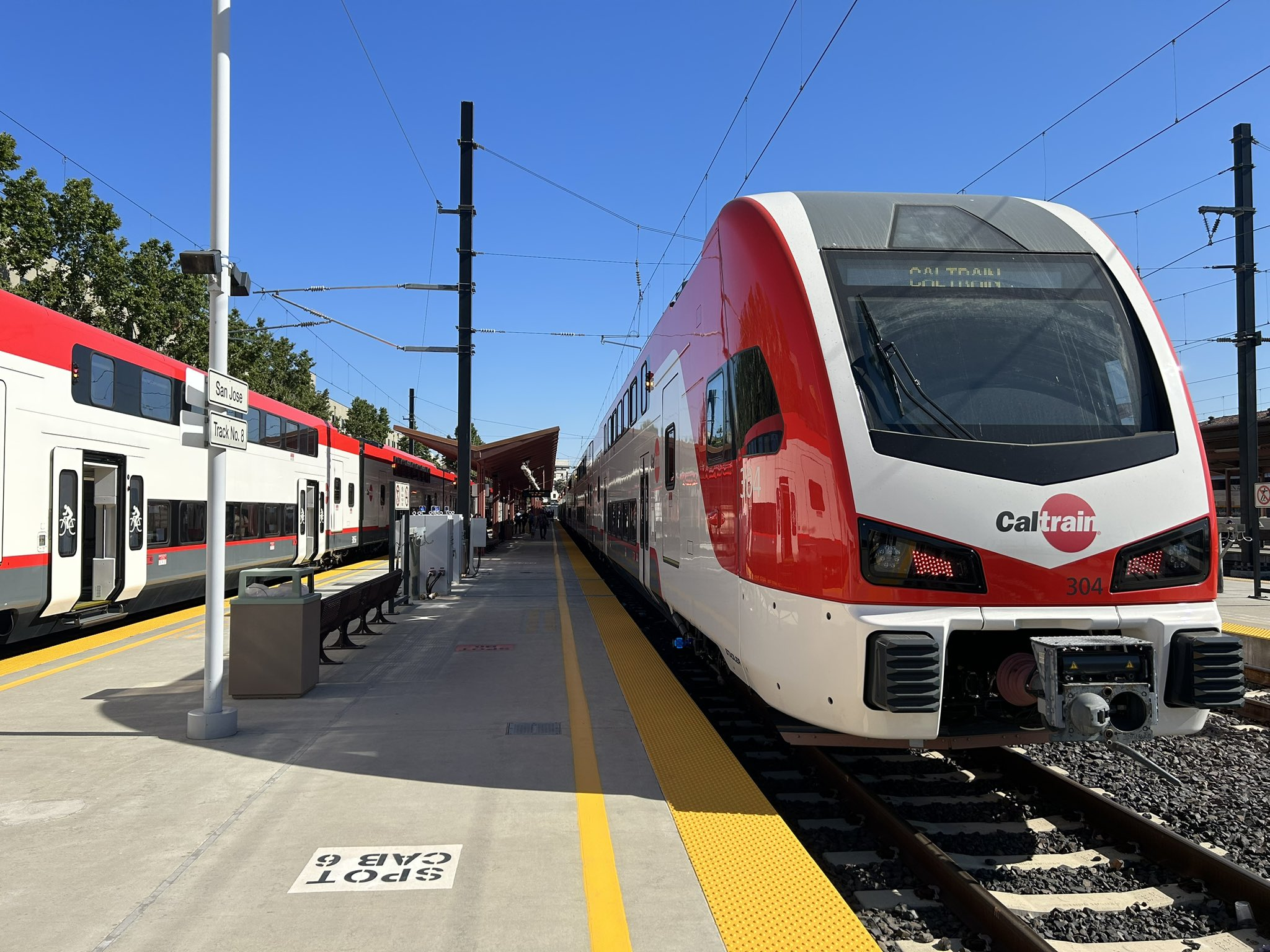
乗客を乗せた試運転中の「KISS」（2023年撮影）
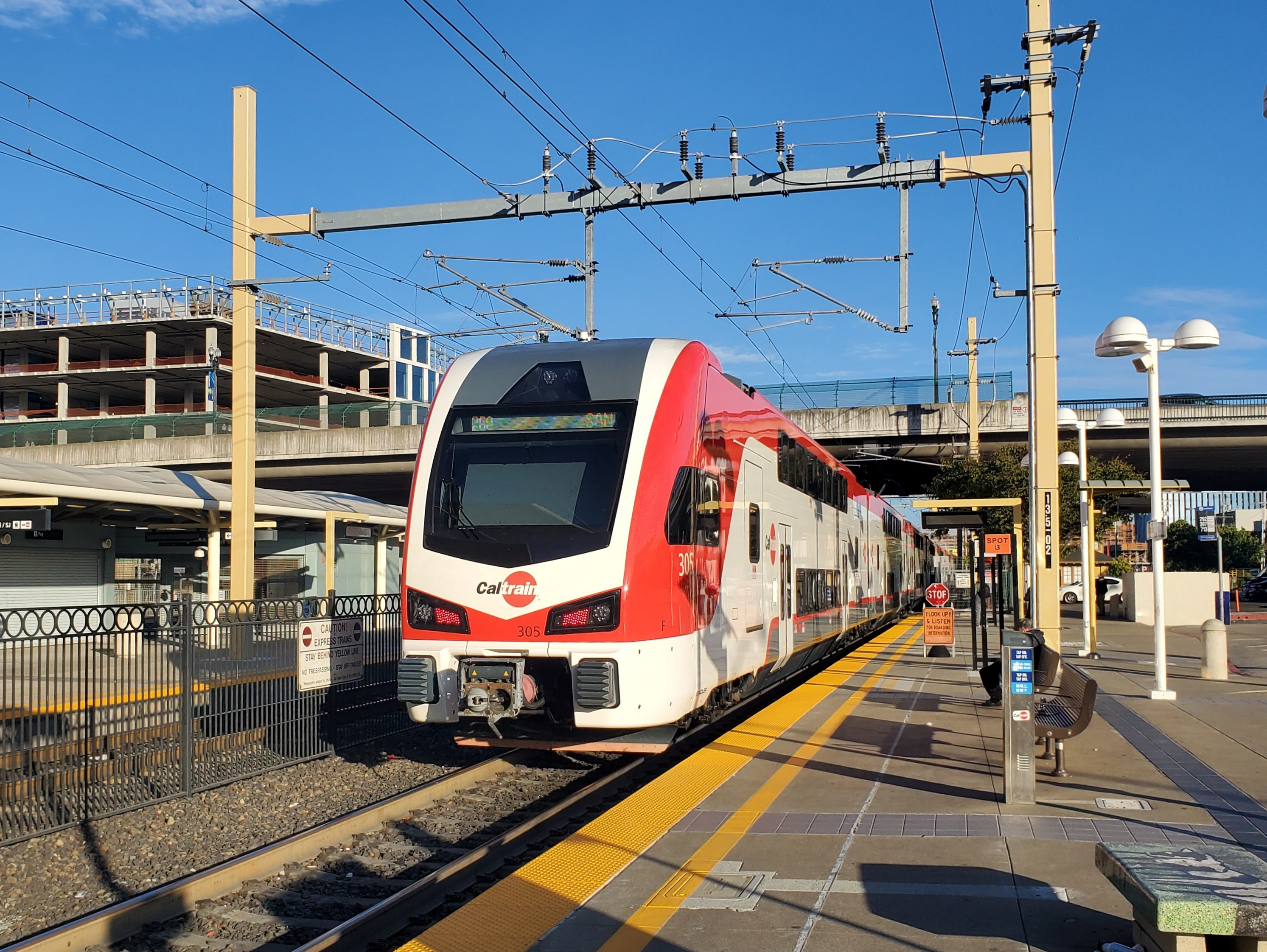
営業運転初日の「KISS」（2024年8月11日撮影）

## 編成表
| 号車           | 号車           | B            | C            | D            | G            | E            | F            | A            |              |
| 座席数         | 1階・中2階     | 32           | 17           | 16           | 32           | 32           | 16           | 32           |              |
| 座席数         | 2階            | 52           | 52           | 60           | 52           | 52           | 60           | 52           |              |
| 折り畳み座席数 | 1階・中2階     | 18           | 16           | 13           | 16           | 16           | 13           | 18           |              |
| 車椅子スペース | 車椅子スペース | 2箇所        | 2箇所        | 2箇所        | 2箇所        | 2箇所        | 2箇所        | 2箇所        |              |
| 自転車収容数   | 自転車収容数   |              |              | 36台         |              |              | 36台         |              |              |
| 備考・参考     | 備考・参考     | [ 1 ] [ 14 ] | [ 1 ] [ 14 ] | [ 1 ] [ 14 ] | [ 1 ] [ 14 ] | [ 1 ] [ 14 ] | [ 1 ] [ 14 ] | [ 1 ] [ 14 ] | [ 1 ] [ 14 ] |

## 蓄電池車両
2023年に発注されたKISSのうち、1編成（4両編成1本）については、電化区間に加えて非電化のまま維持される区間への直通運転が可能なよう蓄電池を搭載した試験車両（蓄電池電車、BEMU）として製造される事が決定している。編成の内訳は2階建て車両3両と充電池や電源装置を搭載した車両1両で、電化区間に加えてサンノゼ - ギルロイ間の非電化区間での試験的な営業運転を含めたデモンストレーション走行が実施される事になっている。